# Смітфілд (Небраска)
Смітфілд (англ. Smithfield) — селище (англ. village) в США, в окрузі Госпер штату Небраска. Населення — 60 осіб (2020).

## Географія
Смітфілд розташований за координатами 40°34′24″ пн. ш. 99°44′27″ зх. д. / 40.57333° пн. ш. 99.74083° зх. д. (40.573302, -99.740936). За даними Бюро перепису населення США в 2010 році селище мало площу 0,44 км², уся площа — суходіл.

## Демографія
Згідно з переписом 2010 року, у селищі мешкали 54 особи в 25 домогосподарствах у складі 16 родин. Густота населення становила 123 особи/км². Було 34 помешкання (78/км²).
Расовий склад населення:
| - 94,4 % — білих - 1,9 % — азіатів |

До двох чи більше рас належало 3,7 %. Частка іспаномовних становила 0,0 % від усіх жителів.
За віковим діапазоном населення розподілялося таким чином: 20,4 % — особи молодші 18 років, 59,2 % — особи у віці 18—64 років, 20,4 % — особи у віці 65 років та старші. Медіана віку мешканця становила 51,5 року. На 100 осіб жіночої статі у селищі припадало 145,5 чоловіків; на 100 жінок у віці від 18 років та старших — 152,9 чоловіків також старших 18 років.
Середній дохід на одне домашнє господарство становив 44 629 доларів США (медіана — 51 250), а середній дохід на одну сім'ю — 57 200 доларів (медіана — 61 250).
Цивільне працевлаштоване населення становило 18 осіб. Основні галузі зайнятості: виробництво — 66,7 %, сільське господарство, лісництво, риболовля — 16,7 %, транспорт — 11,1 %, освіта, охорона здоров'я та соціальна допомога — 5,6 %.